# Обух (оружие)

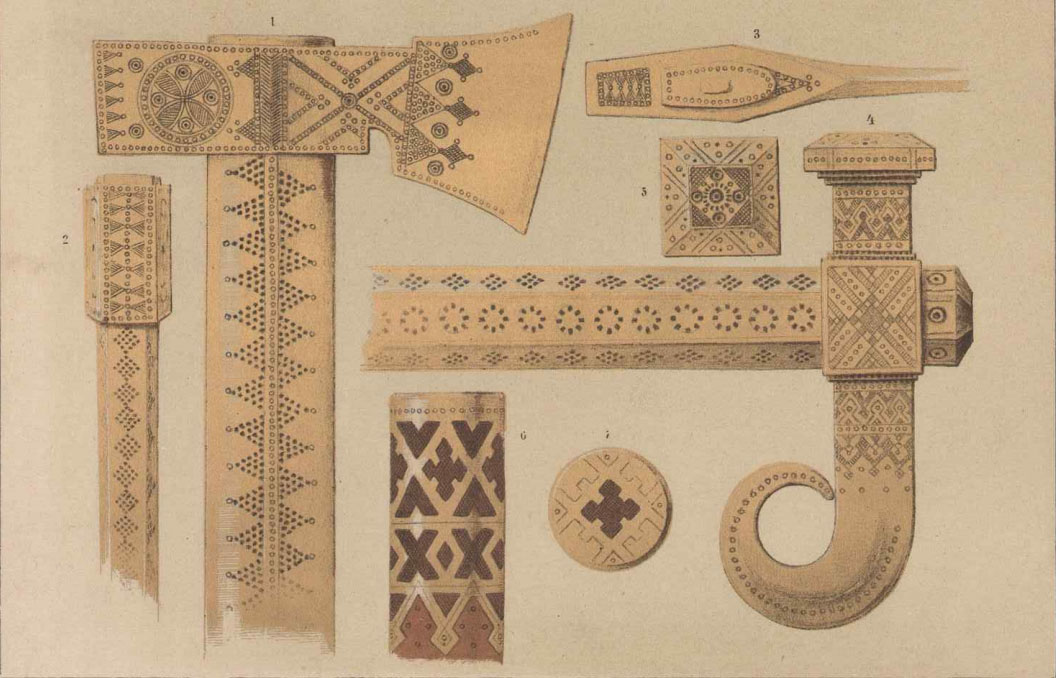
Под номерами 4, 5 — келев или обух, из издания «Обзор домашнего промысла. Металлические изделия крестьян на Руси», Промышленный музей во Львове.

Обух, келев, или келеп — вид холодного оружия, железный молот на древке, с одного конца подобный сапожническому молотку, а другой его конец загибается в кольцо, как баранка. Использовался на западе Руси, в Речи Посполитой и других государствах.
В центральной России имел другой вид и значение военачалия. Обух, Обушик, или Брус — разновидность булавы с навершием в виде кубооктаэдра или куба со срезанными углами. Это почётное оружие было каменным, булатным, насечённое золотом, стальным, прорезным, и насаживалось на деревянное древко, которое нередко оклеивалось бархатом и перевивалось золотом.

## История
В Речи Посполитой в XVIII веке, с утратой боевого применения клевца (чекана) и постоянным изданием соответствующих запрещающих законов на их ношение гражданским населением как посохов или тростей, появилась такая разновидность оружия, как обух (пол. obuсh — «головка»), или, по-граждански, обушок.
Он отличается сильно загнутым вниз клювом железного, латунного или серебряного набалдашника. Обычно клюв загнут полукругом и направлен остриём в древко или образует кольцо. Реже — глухо загнут только самый кончик, или изгиб имеет более причудливую форму. Противоположный конец древка, длинной 80 — 100 сантиметров, был тоже окован. 
Использовался польско-литовской шляхтой как гражданское оружие (то есть оружие самообороны), причём были варианты ношения его как набалдашником вверх, так и вниз. Надзяк и чэкан были распространены и у шляхты Белой Руси, а также у венгерской знати. Иногда аналогичный обуху келеп применяли карпатские горцы (русины) вместо валашки.
Шляхтич, когда выходил из дому, прикреплял к боку саблю, брал в руки обух, который, помимо этого наименования, назывался также наджаком или чеканом. Выглядел он так: толстое древко, высотою от земли по пояс человеку, на конце, рукою удерживаемом, цилиндрический набалдашник — продолговатый серебряный, посеребренный или вообще латунный; на другом конце этого же древка крепко насажен молот железный, латунный, а то и серебряный, с одного конца подобный сапожническому молотку, другой же конец, если был плоско-раскован как топорик, то именовался чеканом, если выглядел как клюв, крупный, несколько загнутый, то назывался наджаком, если же он загибался в кольцо как баранка — звался обухом. Страшное вооружение было в руках поляка, особенно когда вокруг царили настроения, к склокам и дракам склоняемые. Саблей один другому рубил руки, рассекал губы, ранил голову, но пролитая кровь утихомиривала сражающихся. Обухом же наносили раны часто смертельные, не видев крови, а потому — не видя её — не сразу опоминались, ударяли все сильнее и сильнее и — не раня кожу — ломали ребра и крушили кости. Шляхтичи, ходившие с этими обухами, более всего ими лишали здоровья своих подданных, а иногда и жизни. Поэтому на больших съездах, сеймах, сеймиках, трибуналах… не позволительно было показываться с наджаком. Инструмент этот и вправду был страшным, потому что когда один другого человека острым концом наджака ударял, то убивал сразу, вонзая железо в кость навылет.